# Prostovoljno gasilsko društvo Hajdoše

## Zgodovina
Prostovoljno gasilsko društvo Hajdoše (PGD Hajdoše) deluje na požarnem okolišu, v katerega spadata vasi Hajdoše in Skorba. Ustanovni občni zbor društva je bil 27. januarja 1954. Prisotnih je bilo 42 vaščanov. V prvem letu delovanja jim je uspelo nabaviti najnujnejšo opremo in orodje, med drugim tudi motorno brizgalno. Pri tem jim je pomagala Okrajna gasilska zveza, prav pa jim je prišel tudi zaslužek od veselic. Gasilci so se začeli takoj usposabljati na vajah. 
Prvi prapor je društvo razvilo leta 1967, pionirski prapor pa leta 1979. Ob praznovanju 50-letnice delovanja društva leta 2004 so razvili novi prapor s slovenskimi simboli. Društvo je bilo od nekdaj bogato po kulturni dejavnosti. Že od leta 1974 uspešno deluje moški pevski zbor PGD Hajdoše. Leta 1978 je bila v društvu ustanovljena sekcija krvodajalcev, ki so kot člani društva darovali kri v Bolnišnici Ptuj in s tem pomagali pri reševanju življenj. Sekcija je bila številčno močna, saj je štela tudi do 30 članov. 
Društvo ob ustanovitvi ni imelo svojih prostorov. Sestanke so imeli pri Francu Pesku, tam pa so hranili tudi orodje in opremo. Iskali so primerno parcelo, kjer bi zgradili gasilski dom. Parcelo je dala v najem družina Petra Krajnca. Z gradnjo gasilskega doma so pričeli 2. maja 1958, zgradili pa so ga s prostovoljnim delom. 11. januarja 1959 je občni zbor že potekal v novem gasilskem domu. Gasilski dom je zaradi vedno več novih članov kmalu postal premajhen, zato so iskali novo lokacijo za gradnjo večjega gasilskega doma. Leta 1970 jim je uspelo kupiti parcelo na robu vasi, kjer so takoj pričeli z gradnjo večjega in sodobnega gasilskega doma, ki so ga v uporabo predali leta 1974.
Leta 1960 so v PGD Hajdoše nabavili prvo gasilsko vozilo znamke Dodge. To je bil vojaški tovornjak, ki so ga s prostovoljnim delom preuredili za potrebe društva. Danes v društvu razpolagajo z avtocisterno AC 16/50 Tam 130 T11 (nabava leta 1986) ter orodnima voziloma GV-1 Mercedes Sprinter (nabava leta 2008) in GVM-1 Peugeot Boxer (nabava leta 2010). 
V PGD Hajdoše so velik poudarek dajali usposabljanju in izobraževanju članstva. Prvi gasilski oficirji so se izobrazili že hitro po ustanovitvi. Že kmalu po ustanovitvi so se gasilci pričeli udeleževati tekmovanj v različnih kategorijah. Leta 1993 je društvo organiziralo tekmovanje za pokal Hajdoš, ki je preraslo v mednarodno tekmovanje, danes pa je eno izmed pomembnih tekmovanj v ligi za pokal Gasilske zveze Slovenije. 
Na tekmovanjih so gasilci PGD Hajdoše hitro začeli posegati po najvišjih mestih. Prelomno je bilo leto 1980, ko so mladinci postali državni prvaki takratne Jugoslavije in se uvrstili na gasilsko olimpijado, ki je potekala leta 1981 v Böblingenu v Nemčiji. Dosegli so odlično četrto mesto. Leta 1988 so v Zrenjaninu postale državne prvakinje Jugoslavije tudi članice A. Uvrstile so se na gasilsko olimpijado v Varšavi, kjer so dosegle drugo mesto. Leta 1996 so članice A postale državne prvakinje in se uvrstile na gasilsko olimpijado v Herningu na Danskem. Tam so leta 1997 prvič postale olimpijske prvakinje, uspeh pa so ponovile še leta 2001 v Kuopiu na Finskem ter leta 2005 v Varaždinu. V tem obdobju so bili uspešni tudi člani B, ki so osvojili drugo mesto na gasilski olimpijadi leta 2005 v Varaždinu ter četrto mesto leta 2009 v Ostravi. Zgodovinski uspeh za društvo in slovensko gasilstvo nasploh pa je bil leta 2013 na gasilski olimpijadi v Mulhousu v Franciji, ko so vse tri ekipe PGD Hajdoše (članice A, članice B ter člani B) osvojile prvo mesto in zlato olimpijsko medaljo. Pred tem se še nikoli na gasilsko olimpijado niso uvrstile tri tekmovalne ekipe iz istega društva, kaj šele, da bi vse tri ekipe zmagale. Po tem uspehu so vas Hajdoše mnogi poimenovali tudi najbolj gasilska vas na svetu. 
Leta 2017 so bile na kvalifikacijah za gasilsko olimpijado ponovno uspešne tri tekmovalne enote PGD Hajdoše (članice A, članice B ter člani B) in se uvrstile na gasilsko olimpijado, ki je potekala v mestu Beljak (Villach) v sosednji Avstriji. Ponovno so bili doseženi izjemni rezultati. Članice B so osvojile prvo mesto in ubranile naslov olimpijskih prvakinj. Člani B so osvojili drugo mesto, članice A pa deseto mesto.    
PGD Hajdoše je danes aktivno društvo na vseh področjih in šteje več kot sto članov. Po merilih za organiziranje in opremljanje gasilskih enot je razvrščeno v II. kategorijo. Opravlja osnovno poslanstvo, vezano na naloge zaščite in reševanja ter izobraževanje in usposabljanje članstva. V vseh letih delovanja so prizadevni gasilci pomagali vaščanom ob požarih, naravnih in drugih nesrečah, pomagali pa so tudi pri odstranjevanju posledic velikih nesreč na širšem območju Slovenije.                                                    
Leta 2019 je bilo PGD Hajdoše v izboru "Naj prostovoljno gasilsko društvo", ki jo je organiziral časopis Slovenske novice v sodelovanju z Gasilsko zvezo Slovenije, izbrano za naj prostovoljno gasilsko društvo v letu 2019 v skupini društev do II. kategorije. Razglasitev je bila v sklopu koncerta Zažigamo Slovenijo na Gospodarskem razstavišču.                                                                                                        

## Doseženi rezultati PGD Hajdoše na gasilskih olimpijadah (CTIF)
- leto 1981: Böblingen, Nemčija – 4. mesto (mladinci),
- leto 1989: Varšava, Poljska – 2. mesto (članice A),
- leto 1997: Herning, Danska – 1. mesto (članice A),
- leto 2001: Kuopio, Finska – 1. mesto (članice A),
- leto 2005: Varaždin, Hrvaška – 1. mesto (članice A),
- leto 2005: Varaždin, Hrvaška – 2. mesto (člani B),
- leto 2009: Ostrava, Češka – 4. mesto (člani B),
- leto 2013: Mulhouse, Francija – 1. mesto (članice A),
- leto 2013: Mulhouse, Francija – 1. mesto (članice B),
- leto 2013: Mulhouse, Francija – 1. mesto (člani B),
- leto 2017: Villach, Avstrija - 10. mesto (članice A),
- leto 2017: Villach, Avstrija - 1. mesto (članice B),
- leto 2017: Villach, Avstrija - 2. mesto (člani B)

## Največji uspehi PGD Hajdoše na državnih tekmovanjih
- leto 1980: Tjentište, Jugoslavija – 1. mesto (mladinci),
- leto 1988: Zrenjanin, Jugoslavija – 1. mesto (članice A),
- leto 1994: Kranj (MH - memorial Matevža Haceta) – 1. mesto (članice A),
- leto 1996: Celje – 1. mesto (članice A),
- leto 1998: Novo mesto (MH) – 3. mesto (člani B),
- leto 2000: Maribor – 1. mesto (članice A),
- leto 2002: Moravske Toplice (MH) – 1. mesto (članice A),
- leto 2002: Moravske Toplice (MH) – 2. mesto (starejši gasilci),
- leto 2004: Kočevje – 3. mesto (članice A),
- leto 2012: Velenje – 2. mesto (članice A),
- leto: 2012: Velenje – 2. mesto (članice B),
- leto 2012: Velenje – 3. mesto (člani B),
- leto 2014: Ormož (MH) – 1. mesto (starejši gasilci),
- leto 2016: Koper – 1. mesto (članice A),
- leto 2016: Koper – 1. mesto (članice B),
- leto 2016: Koper – 1. mesto (člani B)

## Največji uspehi PGD Hajdoše v skupnem seštevku pokalnega tekmovanja v spajanju sesalnega voda (SSV) Gasilske zveze Slovenije
- leto 2011: 2. mesto (članice),
- leto 2012: 2. mesto (članice Hajdoše B), 3. mesto (članice Hajdoše A),
- leto 2013: 2. mesto (članice),
- leto 2014: 1. mesto (članice Hajdoše A), 2. mesto (članice Hajdoše B),
- leto 2015: 1. mesto (članice),
- leto 2016: 2. mesto (članice),
- leto 2017: 1. mesto (članice)

## Največji uspehi PGD Hajdoše v skupnem seštevku pokalnega tekmovanja Gasilske zveze Slovenije
- leto 2011: 1. mesto (članice A), 1. mesto (člani B), 
- leto 2012: 1. mesto (članice A), 1. mesto (člani B), 2. mesto (članice B),
- leto 2013: 1. mesto (članice B), 2. mesto (članice A), 2. mesto (člani B),
- leto 2014: 1. mesto (članice A), 1. mesto (članice B), 1. mesto (člani B), 3. mesto (starejši gasilci),
- leto 2015: 1. mesto (članice A), 1. mesto (članice B), 1. mesto (člani B),
- leto 2016: 1. mesto (članice A), 1. mesto (članice B), 2. mesto (člani B),
- leto 2017: 2. mesto (članice A), 2. mesto (člani B),
- leto 2018: 1. mesto (članice B)